# Kaisa Matomaki
Kaisa Sofía Matomaki (en finés: Kaisa Matomäki, 30 de abril de 1985) es una matemática, investigadora y profesora finlandesa. 
Realizó sus estudios en el internado privado Colegio Paivola y su doctorado en la Royal Holloway de la Universidad de Londres.
Se especializó en teoría de números, es una investigadora pionera en el campo de los números primos. Desde septiembre de 2015, trabaja como investigadora académica en el Departamento de Matemáticas y Estadística de la Universidad de Turku en Finlandia.
Fue galardonada en 2016 con el Premio Sastra Ramanujan y con Premio EMS en 2020 por la Sociedad Matemática Europea.

## Vida privada
Kaisa está casada con Pekka Matomaki, que también es un matemático, especializado en matemáticas aplicadas. Tienen tres hijos. Actualmente, viven en Lieto, municipio cercano a Turku.